# Alfredo Bodoira
Alfredo Bodoira (Mathi, 30 agosto 1911 – Torino, 3 agosto 1989) è stato un calciatore e allenatore di calcio italiano, di ruolo portiere.
Era chiamato affettuosamente e scherzosamente "Pinsa" ("pinza" in Piemontese) per le dimensioni e la robustezza delle sue mani. Il soprannome gli era stato dato dai compagni di squadra Rava e Depetrini.
Insieme a Guglielmo Gabetto, Filippo Cavalli e  Eugenio Staccione è stato uno dei soli quattro calciatori ad aver vinto il campionato italiano con entrambe le maggiori squadre di Torino,  con la Juventus e il Torino.

## Carriera
Crebbe nelle giovanili della Juventus, partecipando da rincalzo ai primi successi della squadra del Quinquennio d'oro negli anni 1930, e vivendo poi le prime esperienze da titolare all'Anconitana, in Prima Divisione, dove militò dal 1933 al 1935. Tornato a Torino, a partire dal 1937 fu il portiere titolare dei bianconeri in Serie A, fino al 1941 quando passò ai concittadini del Torino con cui vinse gli scudetti 1942-1943 e, da riserva, 1945-1946.
Alla ripresa del campionato a girone unico, nel 1946, fu ingaggiato dall'Alessandria. Terminò la sua carriera agonistica nel 1948, dopo due stagioni disputate in Serie C con il Cesena. In seguito, negli anni 1950 intraprese brevemente l'attività di allenatore, prettamente in formazioni dilettanti quali Ravenna, Fossanese e Aosta.
Morì nel 1989, all'età di settantotto anni.

## Palmarès

### Giocatore
- Campionato italiano: 3

Juventus: 1930-1931
Torino: 1942-1943, 1945-1946
- Coppa Italia: 2
- Juventus: 1937-1938

Torino: 1942-1943